# Ourche
Die Ourche ist ein kleiner Fluss in Frankreich, der im Département Vosges in der Region Grand Est verläuft. Sie entspringt beim Weiler Le Hatrey im Gemeindegebiet von Gruey-lès-Surance, entwässert generell in westlicher Richtung durch ein geschlossenes Laubwaldgebiet von etwa 15.000 Hektar und mündet nach rund 13 Kilometern im Gemeindegebiet von Claudon als linker Nebenfluss in die Saône.

## Orte am Fluss
- Le Hatrey, Gemeinde Gruey-lès-Surance
- Clairey, Gemeinde Hennezel
- Droiteval, Gemeinde Claudon

## Sehenswürdigkeiten
- Kloster Droiteval, ehemalige Abtei aus dem 12. Jahrhundert
- Tatal-Brücke, ehem. Eisenbahnbrücke kurz vor der Mündung in die Saône